# Quadriliardo
Il quadriliardo è il numero naturale che, nel sistema di denominazione chiamato scala lunga, corrisponde a mille quadrilioni (cioè 1 000 x 1 000 0004), 1 000 000 di triliardi o 1 000 000 000 di trilioni. Quindi è uguale a 1 000 000 000 000 000 000 000 000 000, ossia 1027.